# Freddie Steele (Boxer)
Freddie Steele (* 18. Dezember 1912 in Seattle, Washington, USA; † 22. August 1984 in Aberdeen, Washington) war ein US-amerikanischer Boxer im Mittelgewicht und sowohl Weltmeister des Verbandes NYSAC als auch von 1936 bis 1938 der NBA.
Zwischen 1941 und 1948 trat Steele außerdem als Schauspieler in insgesamt 28 Filmen auf, wobei er seine wichtigsten Rollen wahrscheinlich in der Komödie Heil dem siegreichen Helden von Preston Sturges sowie im Kriegsfilm Schlachtgewitter am Monte Cassino neben Robert Mitchum spielte.
1999 fand Steele Aufnahme in die International Boxing Hall of Fame sowie in die World Boxing Hall of Fame.

## Filmografie (Auswahl)
- 1941: The Pittsburgh Kid
- 1942: Der freche Kavalier (Gentleman Jim)
- 1943: In die japanische Sonne (Air Force)
- 1943: Korvette K 225 (Corvette K 225)
- 1943: Sensation in Morgan’s Creek (The Miracle of Morgan's Creek)
- 1943: Gangsterjagd in Brooklyn (Whistling in Brooklyn)
- 1944: Heil dem siegreichen Helden (Hail the Conquering Hero)
- 1944: Das Lied des goldenen Westens (Can't Help Singing)
- 1944: Hollywood-Kantine
- 1944: The Hitler Gang
- 1945: Schlachtgewitter am Monte Cassino (Story of G.I. Joe)
- 1946: Vergessene Stunde (Black Angel)
- 1946: Gentleman Joe Palooka
- 1947: Die toten Jahre (I Walk Alone)
- 1947: In der Klemme (Desperate)
- 1948: Kennwort 777 (Call Northside 777)
- 1948: Eine auswärtige Affäre (A Foreign Affair)
- 1948: Whiplash